# Меморіал Української Галицької Армії в Раві Руській
Меморіал Української Галицької Армії (УГА) у місті Рава Руська — пам'ятка місцевого значення.
Після польсько-української війни 1918-19 р.р. на міському кладовищі міста Рава Руська виникло поле українських військових поховань, яке складалось із трьох братських могил. За окремими даними, там спочивало близько 100 вояків УГА. 26 липня 1936 року тут був урочисто відкритий «Пам'ятник полеглим борцям за волю України», профінансований філією Товариства охорони воєнних могил у Раві Руській. Пам'ятник висотою 5 м являв собою скульптурну композицію, яка складалась із постаті жінки (алегорії України), що сидить та тримає на руках убитого стрільця УГА. На пам'ятнику вибиті слова із Святого Євангелія «Більшої любові немає, як хто життя своє віддасть за друзів своїх» та напис «Поляглим 1914—1920. Громадяни Равщини». У радянські часи пам'ятник було зруйновано. У 90-х роках минулого століття відновлений.
СПИСОК солдатів і полонених загиблих або померлих після 1 листопада 1918 року:
1. Один (1) невідомий стрілець УГА, ексгумований 25.07.1929 до Загір'я, поховання 699.
2. Осовський Петро (Ossowski Piotr), стрілець УГА, 2 піхотний полк, із Збаража, +19.12.1918, на військовому відділі гмінного цвинтаря.
3. Хітрень Павло (Hitren Pawel), стрілець УГА, +28.01.1919, на військовому відділі гмінного цвинтаря.
4. Мандзюк Габріель (Mandziuk Gabryel), сержант УГА, +16.02.1919, на військовому відділі гмінного цвинтаря.
5. Гринюх Левко (Hryniuch Leon), стрілець УГА, група «Буг», +08.02.1919, на військовому відділі гмінного цвинтаря.
6. Кітрин Павло (Kitryn Pawel), стрілець УГА, на військовому відділі гмінного цвинтаря.